# سليمان الرشودي
سليمان إبراهيم الرشودي قاضٍ سعودي سابق ومحامٍ وناشط حقوقي وسياسي بارز اعتقل عدة مرات على خلفية نشاطه السياسي. يشغل منصب الرئيس المنتخب لـ جمعية الحقوق المدنية والسياسية في السعودية حسم. اعتقل في 12 ديسمبر 2012 وأفرج عنه في 12 ديسمبر 2017.

## نشأته
ولد عام 1937 في بريدة وهو من أسرة الرشودي المعروفة في مدينة بريدة التابعة لمنطقة القصيم نشأ يتيم الأم منذ صغره. اهتم بالسياسة والشأن العام وهو بالمرحلة الثانوية. كان معجباً بشخصية جمال عبد الناصر في وقته وكان كثير الأسفار في مهمات تتعلق بالشعوب الإسلامية عموما لاسيما الشعب الأفغاني بعد سقوط الاتحاد السوفيتي وشعب البوسنة والهرسك بعد سقوط يوغسلافيا.

## التعليم والمهنة
حصل على الماجستير من المعهد العالي للقضاء في عام 1390 هـ (1971)، وعنوان رسالته كان (حقوق المرأة في الإسلام)، عمل قاضيًا مساعدًا في المحكمة العامة في الرياض ثم قاضياً في دولة الإمارات العربية المتحدة ثم مستشارًا شرعيًا في مكتب وزير الزراعة ثم استقال من العمل في الدولة، فتح مكتب للمحاماة عام 1396هـ (1976م)، وكان من أوائل من عمل في هذا الميدان. تتلمذ على علماء منهم الشيخ عبد الله بن حميد، ولازم دروس الشيخ عبدالعزيز بن باز منذ عام 1405هـ لمدة عشر سنوات.

## النشاط السياسي
يسمى بشيخ الحقوقيين نظراً لنضاله القديم في هذا المجال. اشتهر بتوقيعه عدة خطابات مناصحة ومطالبة للحكومة وللأسرة الحاكمة كما برز في الدفاع عن المعتقلين بدون محاكمة وكان بصدد رفع لائحة أعتراض لـ ديوان المظالم ضد وزارة الداخلية لأعتقالاتها التعسفية واعتقل قبل إنجازها. وفي ما يلي تفصيل بأهم الخطابات التي شارك فيها:
- في عام 1412 هـ (1991م) شارك في توقيع «مذكرة النصيحة» التي وقعها أكثر من 600 من العلماء والقضاة والمفكرين، وهي تتضمن مطالب إصلاحية قدمت إلى الملك فهد وكان رد فعل الحكومة سلبياً.
- في أواخر 1412 هـ (1992م) كان عضوا مؤسساً في لجنة الدفاع عن الحقوق الشرعية.[2]
- في عام 1415هـ (1995م) شارك في قيادة مظاهرات بريدة التي جرت للمطالبة بالإفراج عن كبار دعاة الصحوة ومن أبرزهم سلمان العودة وسفر الحوالي.
- في عام 1423 هـ (2003م) جرى تقديم خطاب بعنوان «رؤية لحاضر الوطن ومستقبله»  وكان أبرز مطالبه حرية الرأي والتعبير ومجلس شورى منتخب والمطالبة بالعدالة في توزيع الثروة والتخلص من الارتهان للسياسة الأمريكية.
- في عام 1424 هـ (2004م) شارك في تقديم خطاب الدستور أولا وتضمن المطالبة بدستور للبلاد والمطالبة بالحريات العامة وأن يكون الحكم ملكية دستورية.
- في عام 1426 هـ (2005م) قدم مع مجموعة من الحقوقيين خطاب لـ مجلس الشورى للمطالبة بحماية دعاة مؤسسات المجتمع المدني.
- في عام 1427 هـ (2006م) شارك بالاجتماع داخل استراحة المحامي عصام بصراوي في جدة مع ثمانية آخرين من المحامين والأكاديميين، وجرى خلال هذا الاجتماع دراسة كيفية تطوير المطالبة بالإصلاحات العامة في البلاد، داهمت وزارة الداخلية الاستراحة في الجلسة الثالثة واعتقلوا جميعا ولقبوا لاحقا بـ إصلاحيي جدة.
- في عام 1430هـ (2009م) أضيف وهو في معتقله عضوًا غير موقَِع لجمعية حسم.[3]
- في مطلع عام 1434 هـ (25 نوفمبر 2012)[4] أُنتخب رئيساً لجمعية حسم لسنة واحدة لا تجدد حسب قوانين مجلس إدارة الجمعية.

## الاعتقال
- في شهر صفر 1413 هـ (1993م) اعتقل بعد تأسيس لجنة الدفاع عن الحقوق الشرعية، أفرج عنه بعد شهرين مع منع من السفر خمس سنوات وإغلاق مكتب المحاماة عشر سنوات.
- في شهر ربيع الأول 1415 هـ (1995م) اعتقل مع مجموعة كبيرة من المشايخ أشهرهم سلمان العودة وسفر الحوالي وحمود العقلا على خلفية ما سميت بانتفاضة بريدة وامتد الاعتقال ثلاث سنوات ونصف دون محاكمة.
- في 16 مارس 2004[5] (محرم 1425 هـ) اعتقل على إثر خطاب «الإصلاح الدستوري أولا» وما تبعه من تطورات لمدة أسبوعين.
- في 2 فبراير 2007[6] (محرم 1428هـ) اعتقل مع إصلاحيي جدة واستمر الاعتقال لما يقارب خمس سنوات متنقلاً بين سجون جدة حتى تم إطلاق سراح الرشودي بكفالة في شعبان 1432 هـ (2011م)، وبعد أربعة شهور حكمت المحكمة الجزائية المختصصة بإدانة كل أفراد مجموعة إصلاحيي جدة وقضت بالسجن 15 عامًا على سليمان الرشودي وبمنعه من السفر 15 عامًا آخرى بعد انقضاء مدة السجن وهي أحكام وصفت بالأضخم في تاريخ القضاء السعودي، وهو ما قوبل بإستهجان منظمات حقوقية محلية ودولية شككت بصحة الأتهامات [7] ، أطلق بعدها لمدة سنة ونصف.[8]
- في 12 ديسمبر 2012 (28 محرم 1434) اعتقل وهو في طريق السفر من الرياض إلى بريدة بعد أن ألقى محاضرة عن «حكم المظاهرات والاعتصامات في الشريعة الإسلامية». أدانت جمعية الحقوق المدنية والسياسية الاعتقال وربطته بـ «نشاطه السلمي المشروع وكفاحه الطويل من أجل الكرامة والحرية والعدالة».[9] اعتبرت منظمة هيومن رايتس ووتش اعتقاله «عبثيًا» وطالبت بإطلاق سراحه فوراً؛[10] كما اعتبره منظمة العفو الدولية سجين رأي وطالبت بإطلاقه فوراً ودون شروط.[11] تم اطلاق سراحه في تاريخ 2017/12/12

| الاعتقال | سبب الاعتقال                                  | تاريخ الاعتقال | المدة                                                                                        |
| الأول    | شارك في تأسيس “لجنة الدفاع عن الحقوق الشرعية” | أغسطس 1993     | أفرج عنه بعد الاعتقال بشهرين مع منع من السفر لمدة خمس سنوات، وإغلاق مكتب المحاماة عشر سنوات. |
| الثاني   | على خلفية مشاركته في تظاهرة ضمن انتفاضة بريدة | 1995           | 45 يومًا                                                                                      |
| الثالث   | على خلفية كلمة له ضمن أحداث الصحوة            | أغسطس 1995     | امتدّ اعتقاله ثلاث سنوات ونصف بدون محاكمة                                                     |
| الرابع   | إثر خطاب “الإصلاح الدستوري أولًا”              | 16 مارس 2004   | استمر اعتقاله أسبوعين                                                                        |
| الخامس   | مشاركته في صياغة مسودة بيان                   | 2 فبراير 2007  | خمس سنوات                                                                                    |
| السادس   | محاضرة عن حكم المظاهرات في الشريعة            | 12 ديسمبر 2012 | أفرج عنه في تاريخ 2017/12/12                                                                 |

## وصلات خارجية
- s_alrushodi على تويتر.